# Tanja Wenzel

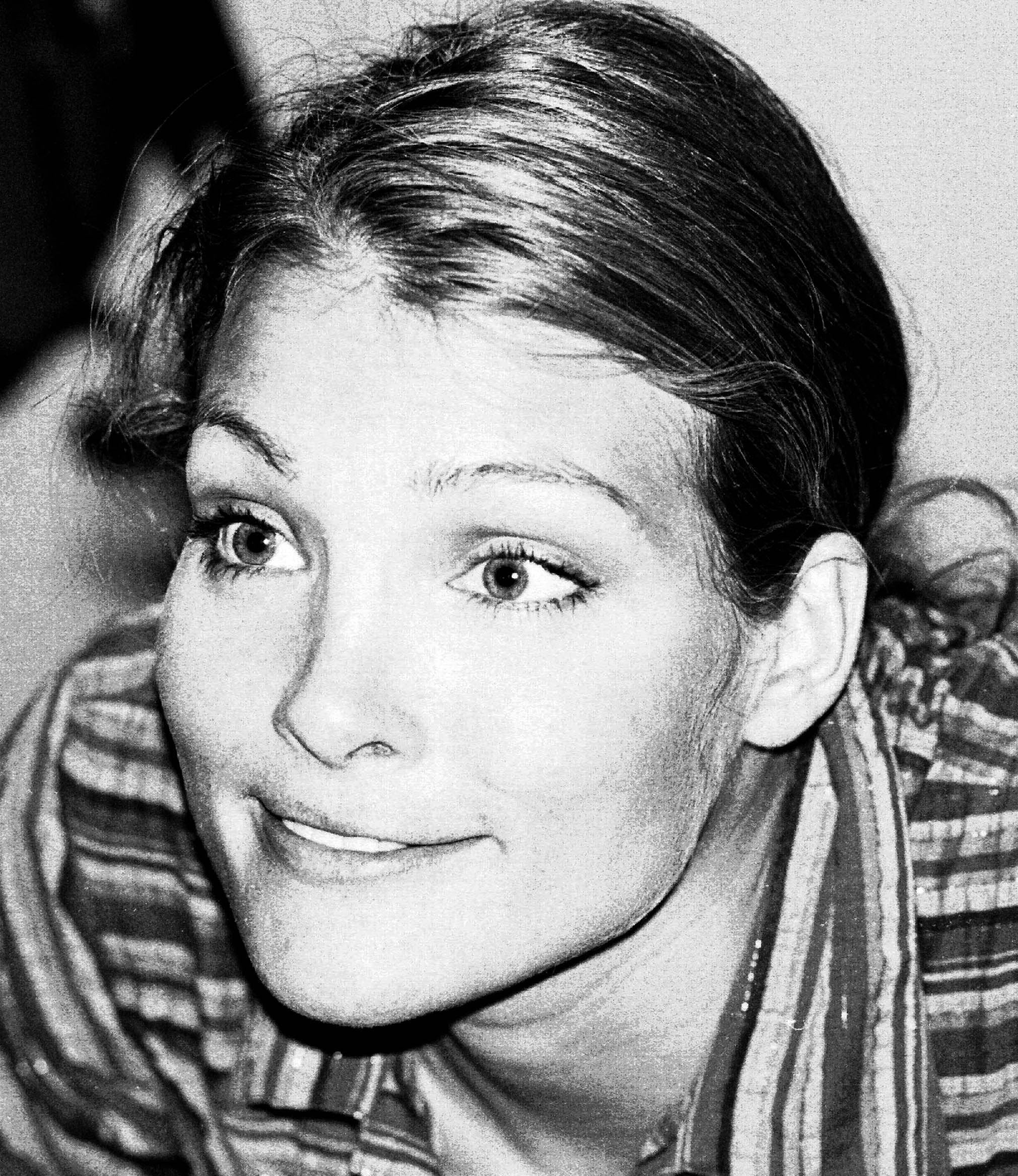
Tanja Wenzel

Tanja Wenzel (também Tanja Bernau, Berlim, 27 de julho de 1978) é uma atriz alemã. 

## Filmografia

### Séries de televisão
- 1995: Gute Zeiten – Schlechte Zeiten ...Mascha Marcks
- 1999–2004: Verbotene Liebe ...Isabell Mohr - Brandner
- 2003: Die Sitte, Auf gute Nachbarschaft, ...Bettina Lehmann
- 2005: Alarm für Cobra 11, Der Kommissar, ...Irene Kramer
- 2005: SOKO Köln, Blondes Gift, ...Claudia
- 2005: Wilde Engel ...Ida, com Vanessa Petruo

### Filmes
- 2002: Ein Alptraum von 3 1/2 Kilo (TV) ...Miriam
- 2003: Held der Gladiatoren (TV) ...Flaminia, com Stephan Hornung
- 2004: Der Wixxer ...Miss Pennymarket, com Anke Engelke, Bastian Pastewka
- 2005: Toy Boy ...Bea
- 2006: Final Contract: Death On Delivery ...Jenny, com Drew Fuller
- 2006: Wo ist Fred!? ...Vicky, com Til Schweiger, Jürgen Vogel, Alexandra Maria Lara
- 2007: Vollidiot ...Paula